# جو كارفر
جو كارفر (بالإنجليزية: Joe Carver)‏ (11 يونيو 1971 في الولايات المتحدة - ) هو لاعب كرة قدم أمريكي في مركز الظهير. لعب مع نادي تشستر سيتي.